# Třemešný vrch
Přírodní památka Třemešný vrch je součást Brdské vrchoviny, leží ve Středočeském kraji v okrese Příbram u obce Rožmitál pod Třemšínem v katastrálním území obce Voltuš. Za přírodní památku byl Třemešný vrch vyhlášen v roce 1966. Památka se rozkládá na území 2,07 ha v nadmořské výšce 670 až 697 m.
Důvodem ochrany je bohaté naleziště lýkovce jedovatého (Daphne mezereum) a zbytků původního svahového lesa. Přírodní památka je součástí přírodního parku Třemšín, v němž lze nalézt další významné přírodní památky a rezervace, například přírodní památky Hřebenec a Rybník Vočert a Lazy či přírodní rezervace Na skalách a Getsemanka

## Lokalita

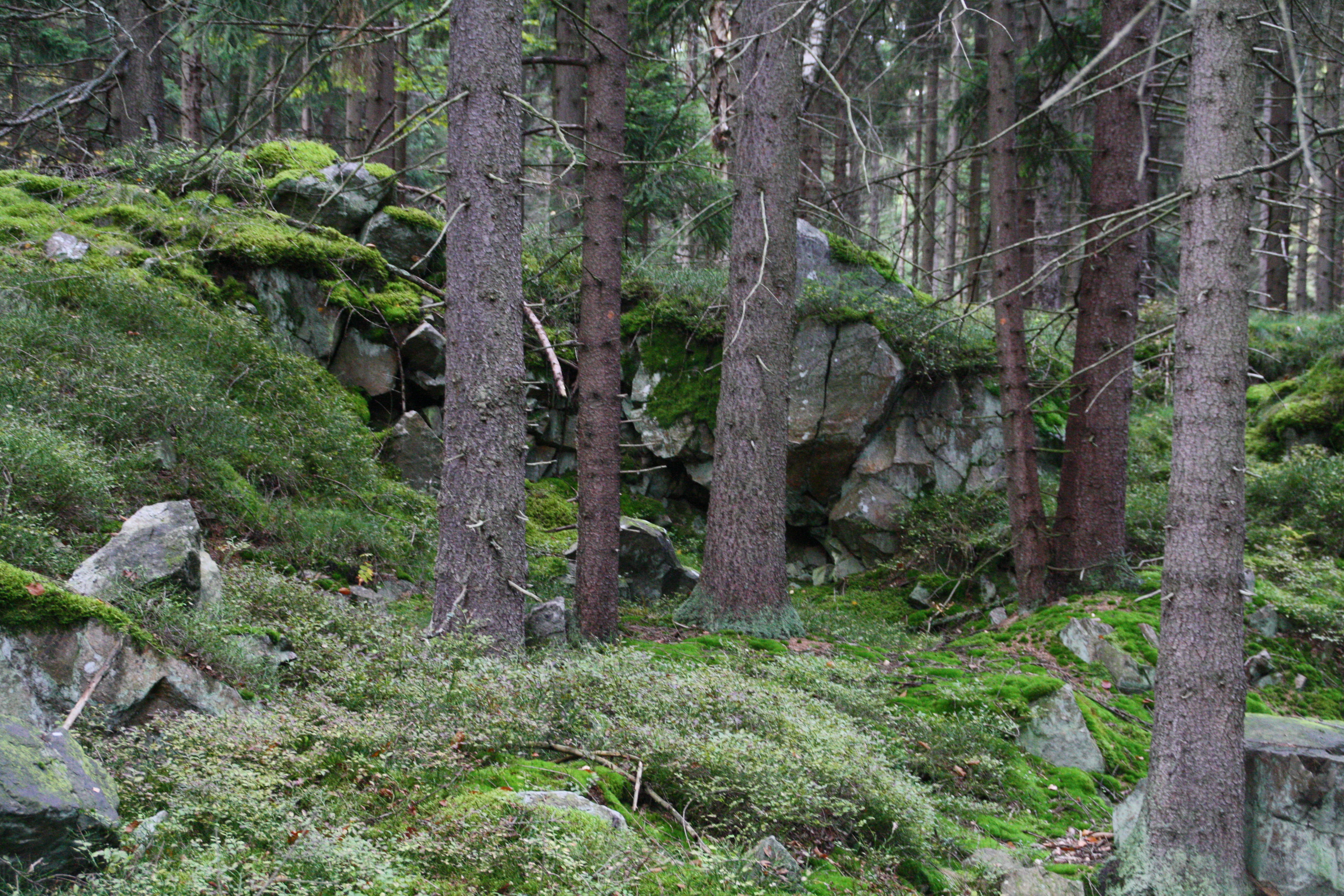
Třemešný vrch se skalními výchozy

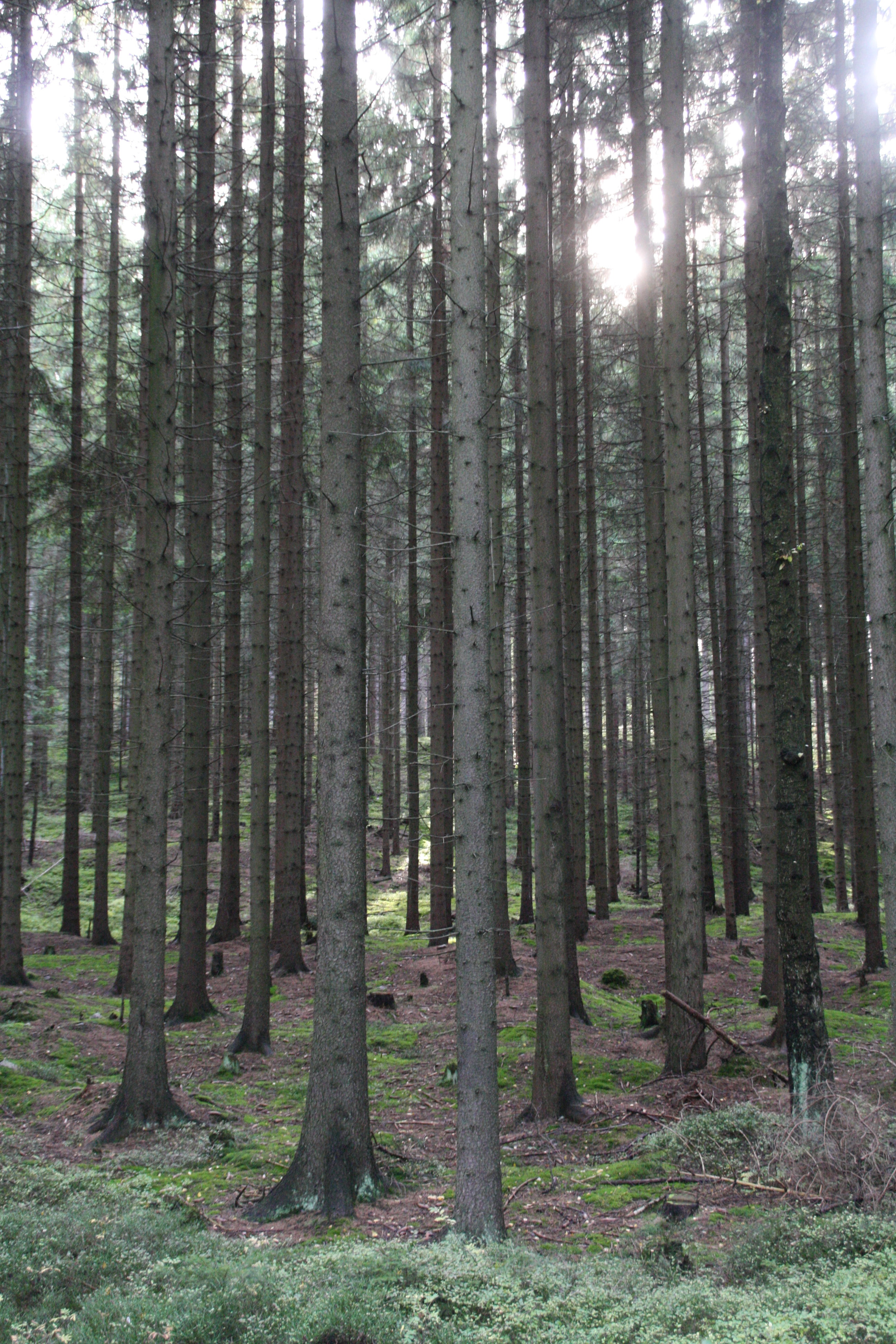
Monokultury smrku

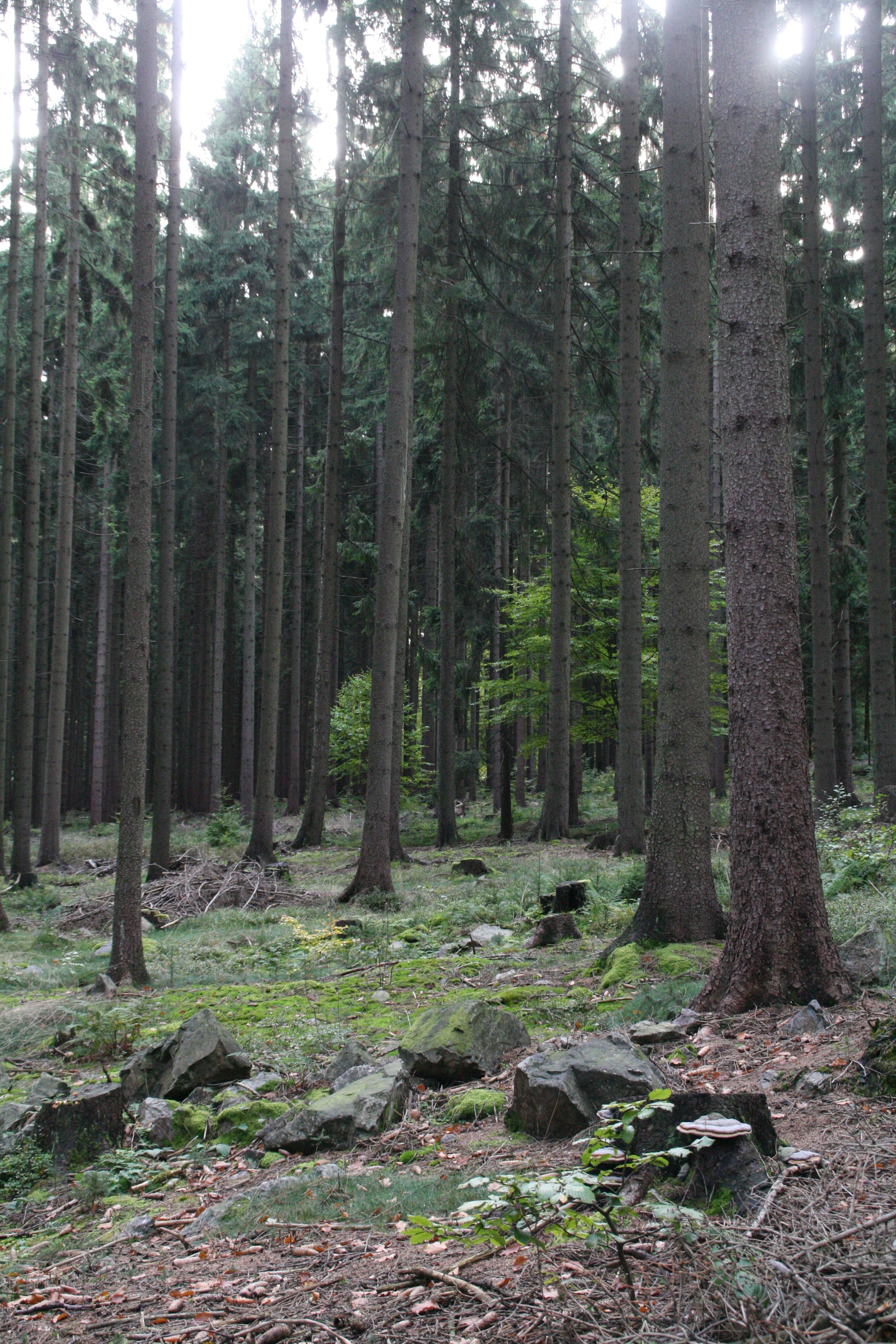
Obnova listnatého porostu správným zmlazováním listnatých stromů

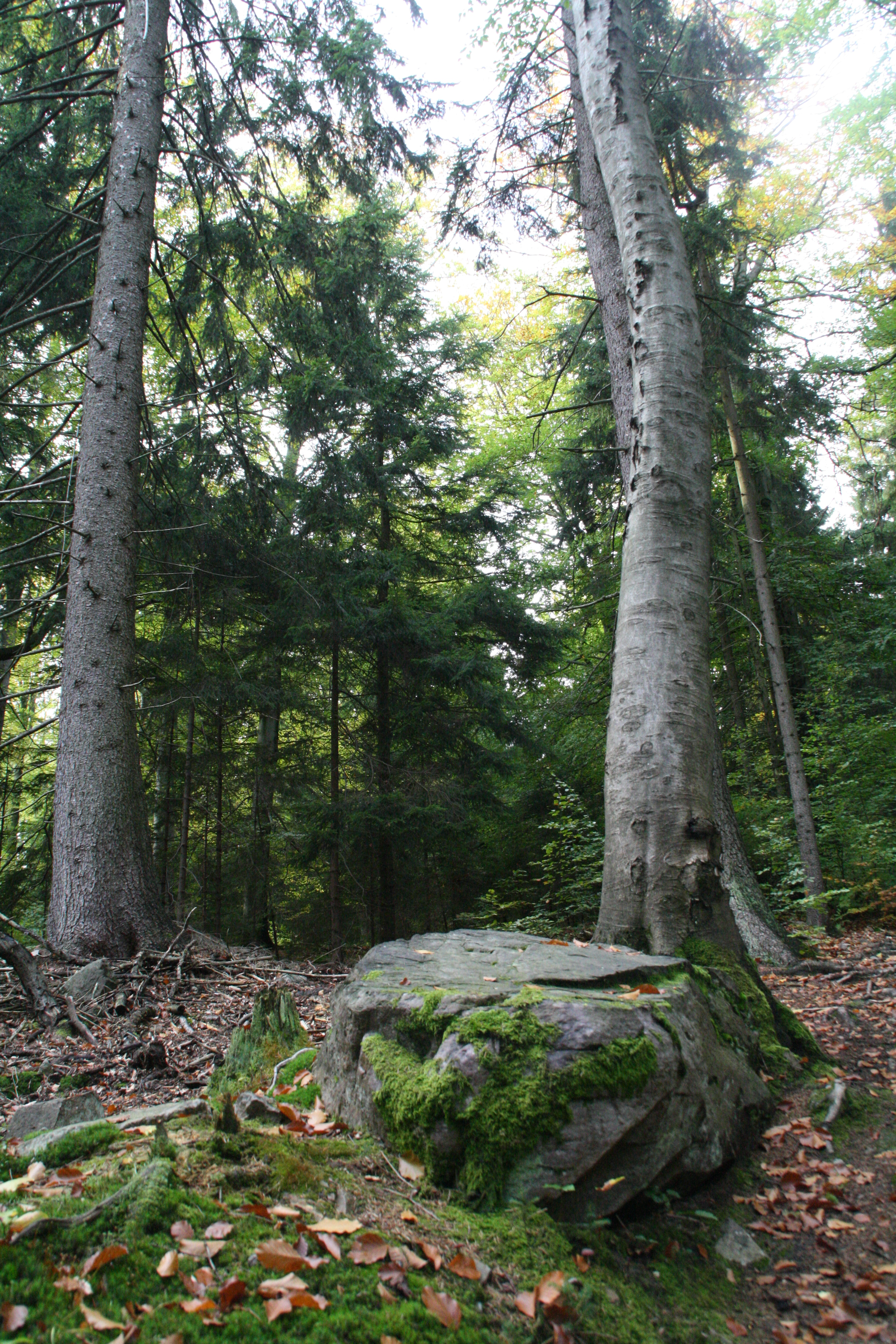
Výchovnými zásahy vytvořený smíšený porost

Vrchol o nadmořské výšce 697 metrů, kolem kterého se chráněné území rozkládá, má severovýchodní až severozápadní expozici, geomorfologicky spadá do celku Brdská vrchovina, podcelku Brdy, okrsku Třemšínská vrchovina a podcelku Voltušská vrchovina.

## Historie
Brdské lesy jsou historicky modelovány především lidskou činností, a to zejména těžbou dřeva. Již od 12. století vzrůstala těžba dřeva v oblasti (zatím jen v lokálních sídlech lidí), avšak v 16. století se v okolí Brd rozmáhá průmysl (sklářství), a těžba dřeva je dále navýšena. Největšího rozkvětu dosáhla v 18. až 19. století, a to kvůli hutím a dolům. Těžba postoupila i do nepřístupných částí Brd, která měla dopad i na prales s 200 až 300letými stromy dříve se nacházející v okolí Teslínů, o kterém zpravují starší prameny. Nicméně tento prales byl do současnosti vykácen. Lokalitu také v minulosti ovlivnila těžba biotického granodioritu a hořických pískovců.
Přírodní památka Třemešný vrch (kóta 697 m n. m.) byla vyhlášena v roce 1966 Středočeským krajem.

## Přírodní poměry

### Geologie
Menší, ale geologicky významný vrchol v okolí z jemnozrnného melanokrátního granodioritu (hlubinná žulová hornina) uprostřed území chudých kambrických slepenců. Přírodní památka patří do Vrchoviny Berounky do podjednotky Brdské pahorkatiny.

### Pedologie
Přírodní památka leží na úživných lesních hnědých půdách (hnědozemě), které jsou výborně humifikované.

### Flora
Hlavní dominantou mezi zástupci flóry Třemešného vrchu je lýkovec jedovatý (Daphne mezereum), rostlina nacházející se na červeném seznamu rostlin. Na lokalitě bylo nalezeno již pouze 8 sterilních jedinců.
Výskyt rostlin v bylinném patře podle lesních fytocenóz vyskytujících se na Třemešném vrchu:
1. listnaté lesy – třída Querceto – Fagetea: pižmovka mošusová (Adoxa moschatellina), bršlice kozí noha (Aegopodium podagraria), dymnivka dutá (Corydalis cava), kruštík širolistý (Epipactis latifolia), hluchavka žlutá (Lamium galeobdolon), lipnice hajní (Poa nemoralis), vraní oko čtyřlisté (Paris quadrifolia), violka lesní (Viola silvatica).
2. bučiny – řád Fagetalia: náprstník velkokvětý (Digitalis grandiflora), kapraď samec (Dryopteris filix-mas), třtina rákosovitá (Calamagrostis arundinacea), netýkavka obecná (Impatiens noli – tangere), bažanka vytrvalá (Mercurialis perennis), pšeníčko rozkladité (Milium effusum). Svaz Fagion: kyčelnice cibulkonosná (Dentaria bulbifera), kapraď osténkatá (Dryopteris spinulosa), kostřava nejvyšší (Festuca altissima), vikev lesní (Vicia silvatica).[10]

Vzrostlé stromové patro lze rozdělit na stejnověkou smrkovou monokulturu a na listnatý porost, který je až 160 let starý. Listnaté stromy tvoří hlavně javor klen (Acer pseudoplatanus) a buk lesní (Fagus sylvatica). Původně se zde vyskytovala jedle bělokorá (Abies alba), která byla v minulosti zcela vykácena, a tak je v plánu ji znovu vysázet z genetického materiálu z Brd.
Z další rostlin nacházejících se na lokalitě lze vyjmenovat např. samorostlík klasnatý (Actaea spicata), česnek medvědí (Allium ursinum), sasanka hajní (Anemone nemorosa), kakost smrdutý (Geranium robertianum), zlatobýl obecný (Solidago virgaurea) a rozrazil lékařský (Veronica officinalis).

### Fauna
Z kriticky ohrožených druhů se na území přírodní památky vyskytuje holub doupňák (Columba oenas), sýc rousný (Aegolius fureneus), zmije obecná (Vipera berus) a je zde ojedinělé naleziště karpatského plže Macrogastra tumba.
Z dalších živočichů jmenujme: Pavouci: slíďák hajní (Pardosa lugubris), pokoutník hajní (Histopona torpéda), punčoškář lesní (Eurocoelotes inermis), cedivka podkorní (Amaurobius fenestralis).
Z brouků: střevlík hájní (Carabus nemoralis), Střevlík zahradní (Carabus hortensis), střevlík fialový (Carabus violaceus), střevlík zlatolesklý (Carabus auronitens), střevlík vypouklý (Carabus convexus), střevlík kožitý (Carabus coriaceus), střevlík hladký (Carabus glabratus), střevlíček kovový (Pterostichus burmeisteri), střevlíček černý (Pterostichus niger), střevlíček obecný (Pterostichus vulgarit), chrobák lesní (Anoplotrupes stercorosus).
Měkkýši: vřetenovka hladká (Cochlodina laminata), hladovka horská (Ena montana), srstnatka jednozubá (Fruticicola unidentata bohemica), vrásenka okrouhlá (Gonidiscus rotundatus), řasnatka lesní (Iphigena plicatula), řasnatka nadmutá (Iphigena tumida), zuboústka trojzubá (Isognomostoma personatum), žihlobytka stinná (Monacha umbrosa), vlahovka narudlá (Monachoides incarnatus), skelnatka stlačená (Oxychilus depressus), sítovka blýštivá (Retinella nitens), vrkoč horský (Vertigo alpestris).
Z obojživelníků se zde nachází skokan hnědý (Rana temporaria).
Z prátků např.: káně lesní (Buteo buteo), žluna zelená (Picus viridis), střízlík obecný (Troglodytes troglodytes), pěnice černohlavá (Sylvia atricapilla), brhlík lesní (Sitta europaea), šoupálek krátkoprstý (Certhia brachydactyla), králíček obecný (Regulus reguluj) a pěnkava obecná (Fringilla coelebs).
Ze savců se vyskytuje rejsek obecný (Sorex araneus) a veverka obecná (Sciurus vulgaris).

## Ochrana
Největším problémem přírodní památky Třemešný vrch je vysoká zvěř a monokultury smrku. Přemnožení vysoké zvěře má za následek okus jak vzácného lýkovce jedovatého (Daphne mezereum), tak ale i mladých semenáčků listnatých stromů, které se pak špatně daří zmlazovat. Na ochranu proti okusu jsou instalovány oplocenky, které ne vždy pomohou. V oblasti je zakázán příkrm zvěře a je třeba celkový počet snížit na jednu třetinu dosavadního stavu.
Monokultury smrku jsou nahrazovány původními dřevinami především listnatými stromy a jsou prováděny výchovné zásahy pro správné zmlazování již několikasetletých stromů. V plánu je také vysázet původní jedli bělokorou (Abies alba), z genetického fondu Brd, která se zde kdysi hojně vyskytovala a dnes je již zde zcela vymýcena.
Pro ochranu a znovuobnovení populací lýkovce jedovatého je třeba se snažit zachovat co nejvíce původních stanovišť. V současné době se neví proč je lýkovec stále na ústupu. V minulosti byly vysázeny mladé semenáčky vypěstované ze semen nasbíraných na lokalitě, ale ani to nepomohlo. Turistika zde nepředstavuje problém.

## Turistika
Přírodní památka Třemešný vrch i její okolí není stále příliš zapojeno do turistických map a průvodců. V návrhu je vytvořit naučnou stezku, která by vedla přes všechny přírodní památky a rezervace přírodního parku Třemšín.